# 8792 Christyljohnson
8792 Christyljohnson este o planetă minoră (asteroid), cu un diametru de 5,464 km, din centura de asteroizi. A fost descoperită pe 7 noiembrie 1978 la Observatorul Palomar de Eleanor F. Helin. 
Obiectul prezintă o orbită caracterizată de o semiaxă mare de 2,6708902 UAi, o excentricitate de 0,09, o înclinație de 4,5505 ° în raport cu ecliptica.